# Ghellinckpolder
De Ghellinckpolder is een polder ten noorden van Sas van Gent, behorende tot de Polders in de vaarwegen naar Axel en Gent, in de Nederlandse provincie Zeeland. 
De polder ontstond in 1826 als deel van de Melaniapolder, en wel het deel aan de westzijde van het Kanaal Gent-Terneuzen. In 1854 kreeg dit deel een afzonderlijk bestuur en werd sindsdien Ghellinckpolder genoemd, naar de Vlaamse familie Van Ghellinck, die hier eigendommen bezat en waarvan sommigen als dijkgraaf optraden.
Tegenwoordig is de Ghellinckpolder, 46 ha metende, geheel in beslag genomen door industrie, en als zodanig niet meer in het landschap herkenbaar.